# Kasij Longin
Kasij Longin (grško Κάσσιος Λογγῖνος, latinsko Cassius Longinus), grški retorik, filozof in kritik, * 213, † 273, Palmira.
Njegovi znani sodobniki so njegov učitelj Origen (185–254 n. št.), njegov učenec Porfirij (234–305) in filozof, neoplatonist Plotin (205–270). V Aleksandriji v Egiptu je študiral filozofijo, tam si je prislužil spoštovanje Plotina kot filolog, a ne kot filozof. Po šolanju je odšel v Atene, kjer je trideset let poučeval retorično in literarno kritiko. Neoplatonizma, ki so ga v tem času razvijali drugi filozofi, ni podpiral in je deloval kot platonist starega tipa ter si prislužil ugled kot najstrožji kritik (gr. kritikotatos). V njegovih petdesetih letih, okoli leta 268, se je pridružil kraljevemu sodišču kraljice Zenobije in kralja Odenata na dvoru v mestu Palmira (Palmirsko cesarstvo, 260–273), kjer je deloval kot inštruktor in glavni politični svetovalec. Kraljica se je na njegovo pobudo uprla rimskemu pravu in skušala znova pridobiti neodvisnost, vendar je takratni rimski cesar Avrelijan upor zadušil in leta 273 je bil Kasij Longin zaradi svoje vloge pri njem usmrčen.

## Življenje
Kraj njegovega rojstva je neznan. Nekateri menijo, da je bil rojen v Palmiri, drugi pa, da prihaja iz Emese v Siriji. Njegova mama naj bi bila po narodnosti Sirijka. Možno je tudi, da se je rodil v Atenah, saj naj bi njegov stric, Fronto iz Emese, tam poučeval retoriko.
Za njegovo izobrazbo je bilo že od malih nog dobro poskrbljeno. V predgovoru njegovega dela Na koncih (ang. On Ends), ki je ohranjen v Porfirijevem Življenju Plotina, se Kasij Longin spominja mnogih potovanj iz otroštva, na katerih je obiskal veliko dežel in se seznanil z vsemi, ki so v tistem času kot filozofi uživali velik ugled. Med njimi so bili Amonij Sakas, Origen Pogan, Plotin in Amelij. Kasij Longin je bil dolgo učenec prvih dveh, a ni podpiral neoplatonizma, ki sta ga tedaj razvijala Amonij in Plotin, in je raje nadaljeval svoje delo kot klasični platonist.
Po tem, ko se je Kasij Longin v Aleksandriji naučil vsega o filozofiji, se je vrnil v Atene. Tam se je zavzeto posvetil svojim učencem, med katerimi je najbolj izstopal Porfirij. V Atenah je predaval o filozofiji in kritiki ter o retoriki in slovnici, njegovo znanje pa je bilo tako obsežno, da ga je Evnapij označil za »živo knjižnico« in »muzej na dveh nogah«. Najbolj se je ponašal s sposobnostjo kritičnega presojanja, ki je bila tako izjemna, da je »soditi kot Longin« postalo sopomenka za »presojati pravilno«.
Po dolgem življenju v Atenah je odšel na vzhod, ob tej priložnosti pa se je seznanil z Zenobijo, kraljico Palmire z mnogimi talenti in ljubeznijo do umetnosti in literature, in postal njen učitelj grške književnosti. Tam Kasij Longin ni imel več veliko možnosti za pisanje, kljub temu pa so bili njegovi talenti kmalu uporabni; po smrti kralja Odenata je upravljanje imperija prevzela kraljica Zenobija, ki ga je postavila za svojega svetovalca. Na njegovo pobudo se je skušala otresti rimskega vpliva in takratnemu cesarju Avrelijanu napisala jezno pismo. Leta 273 je ta uničil Palmiro in kraljica Zenobija je krivdo zvrnila na svoje svetovalce, še posebej na Longina. Zato so ga še istega leta usmrtili, to pa je prestal z umirjeno držo, ki bi ga lahko primerjali s Sokratovim: lahkotno in vedro.

## Filozofija
Med svojim preučevanjem filozofije se je dodobra seznanil s Platonovimi deli; bil je platonist, kar je razvidno iz še vedno obstoječih delčkov, pa tudi iz komentarjev, ki jih je napisal na več Platonovih dialogih. Ohranjeni deli teh komentarjev dokazujejo, da je bil odmaknjen od alegoričnih pojmov, s katerimi so njegovi sodobniki trdili, da so odkrili modrosti starešin. Njegovi komentarji so pojasnjevali ne le predmet Platonovih razprav, temveč tudi njegov slog in način izražanja. V nasprotju s Plotinom je podpiral idejo, da Platonove ideje obstajajo izven božanskega razumevanja (Nous). Ko je Plotin prebral njegovo razpravo O prvih načelih (gr. Περὶ ἀρχῶν), je dejal, da je Kasij Longin morda res učenjak, nikakor pa ni filozof.

## Dela
Od njegovih najpomembnejših del so se ohranili le nepopolni fragmenti. Najbolj obsežen od teh je dvajset strani iz njegove knjige Umetnost retorike (gr. Techne Rhetorike), v kateri se je ukvarjal z vsebinami aristotelske retorike, kot so npr. dokazi, leksika (besedišče), alegorije (dela, ki si jih lahko razlagamo tako, da razkrijejo skriti pomen, največkrat moralno ali politično usmerjen) in podobno. Pisal je v grščini, imel je bogato in široko znanje o literaturi in gojil odpor do običajnih retorično usmerjenih metod kritike. Nekoč so menili, da je napisal knjigo Peri Hypsous, a danes velja mnenje, da je to delo napisal neznan avtor iz prvega stoletja. V slovenščino je prevedeno le eno njegovih del, in sicer O vzvišenem.